# Bombycilloidea
I Bombicilloidei (Bombycilloidea ) sono una superfamiglia di uccelli passeriformi dell'infraordine Passerida.

## Tassonomia
La tassonomia delle varie famiglie ascritte alla superfamiglia è sempre stata piuttosto travagliata.

Nella classificazione degli uccelli di Sibley e Ahlquist (1990) essa veniva resa col rango di famiglia Bombycillidae, inquadrata nella superfamiglia Muscicapoidea e comprendente 3 tribù: Bombycillini (3 specie), Dulini (1 specie) e Ptilogonatini (4 spp.).

Queste ultime due tribù sono state successivamente elevate al rango di famiglie a sé stanti (rispettivamente Dulidae e Ptiliogonatidae), che in base ad analisi molecolari sono state collocate nella superfamiglia Bombycilloidea, nella quale sono inoltre confluiti gli estinti mohoidi hawaiiani, oltre a due specie enigmatiche di controversa collocazione: l'ipocolio grigio (Hypocolius ampelinus)  e il capogrosso golafulva (Hylocitrea bonensis).
Alla superfamiglia vengono pertanto ascritte le seguenti famiglie:
- Dulidae Sclater, 1862 (1 sp.)
- Hypocoliidae Delacour & Amadon, 1949 (1 sp.)
- Hylocitreidae  (1 sp.)
- Mohoidae Fleischer, James and Olson, 2008 † (5 spp.)
- Bombycillidae Swainson, 1831 (3 spp.)
- Ptiliogonatidae Baird, 1858 (4 spp.)

Dulus dominicus (Dulidae)
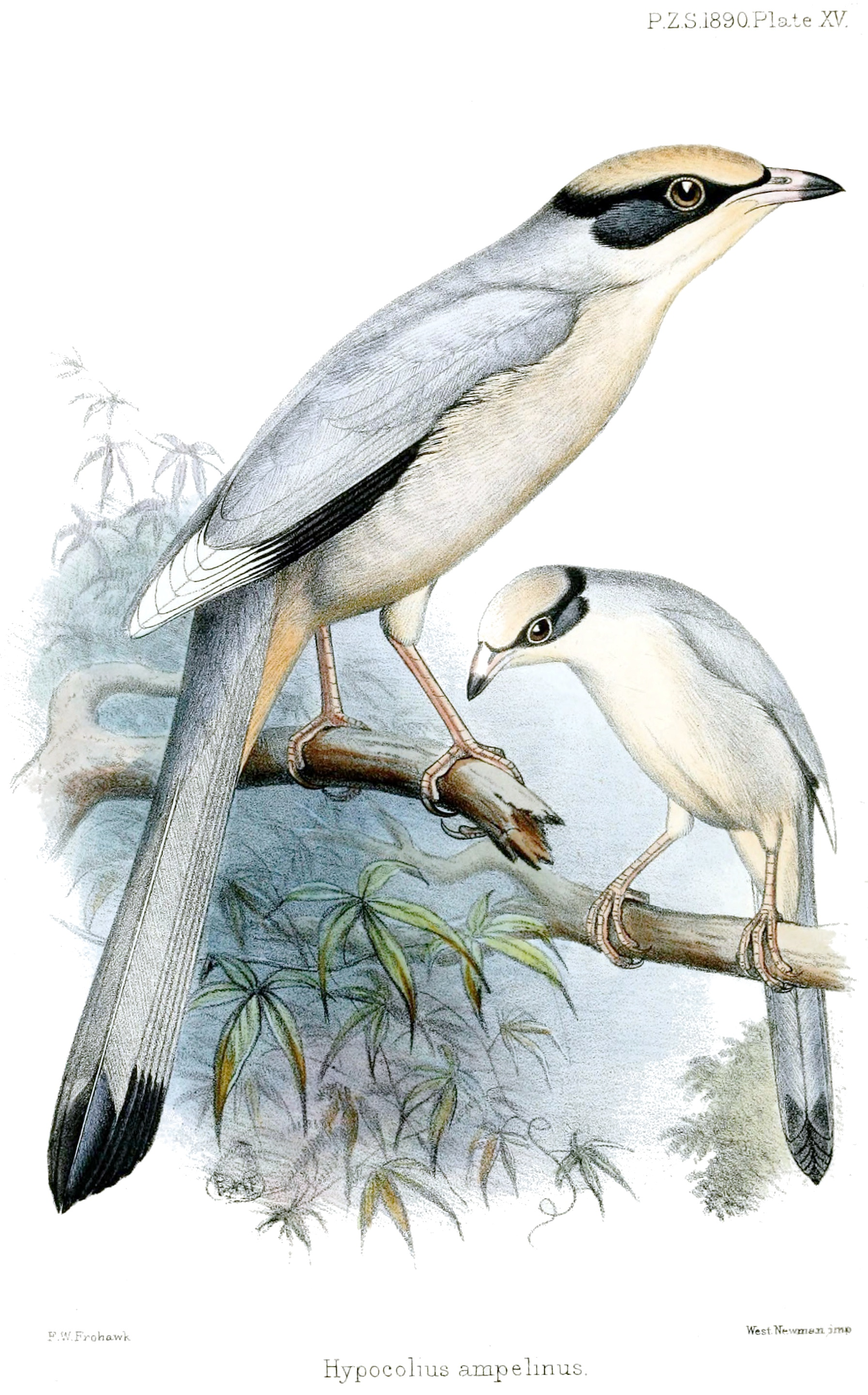
Hypocolius ampelinus (Hypocoliidae)
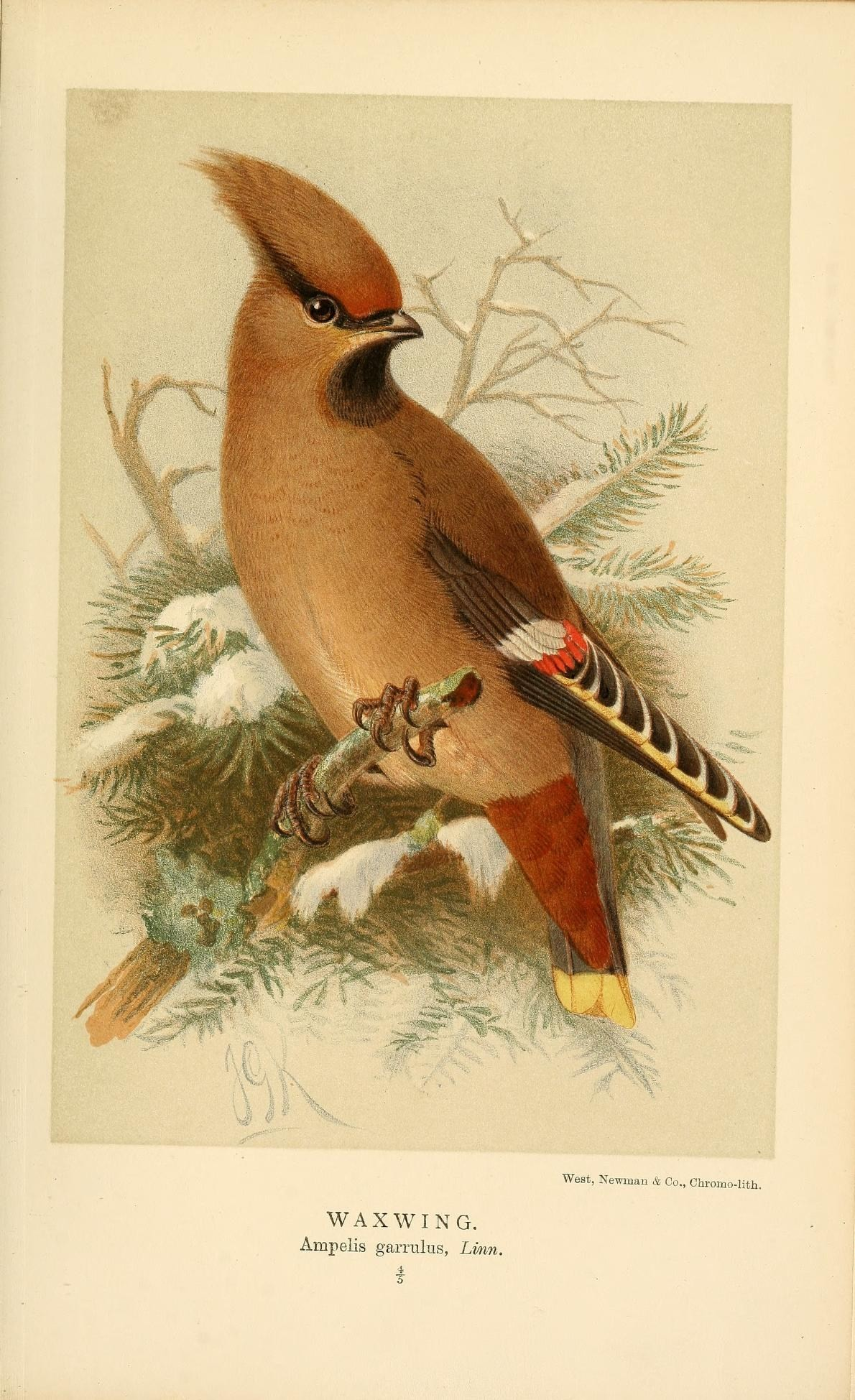
Bombycilla garrulus (Bombycillidae)
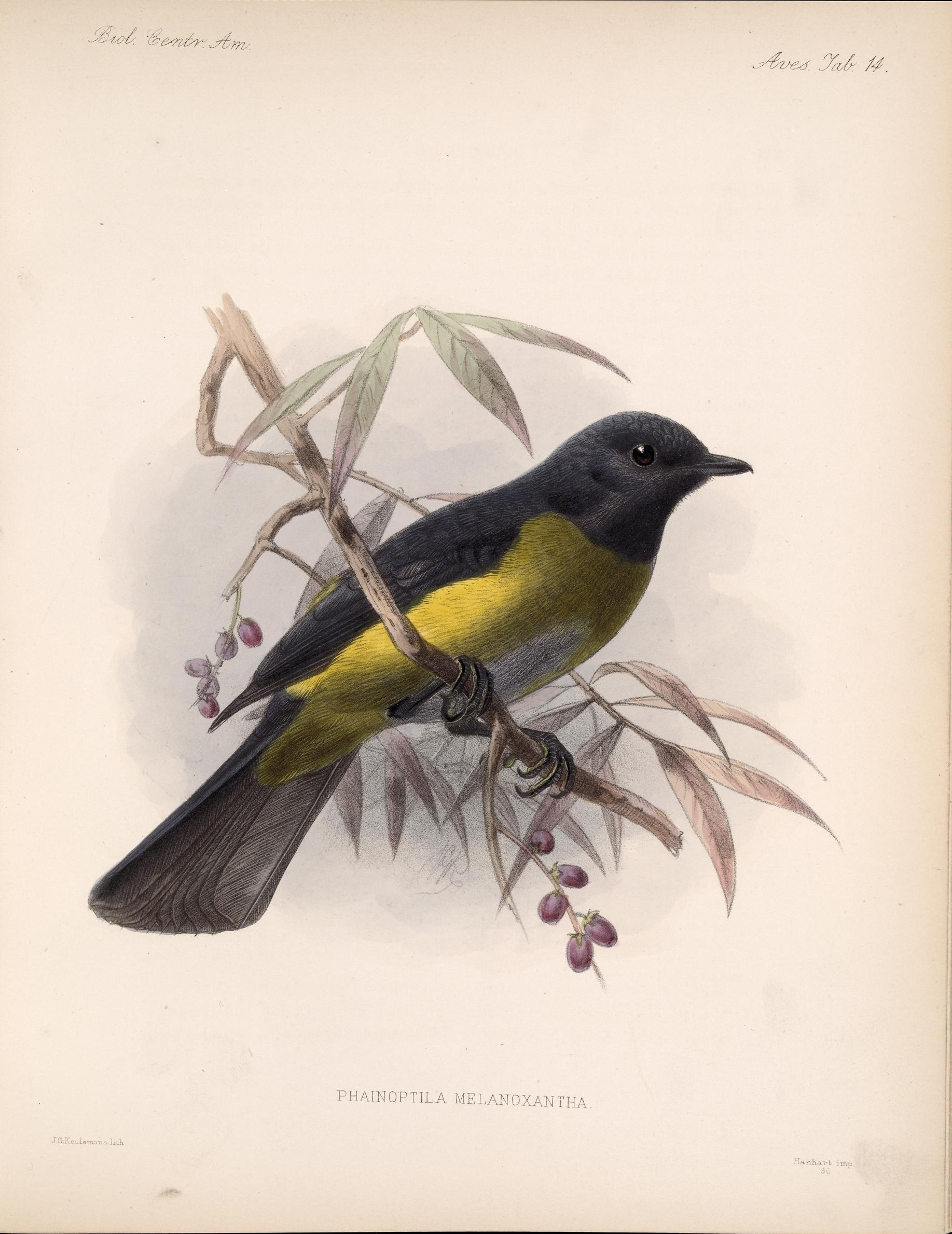
Phainoptyla melanoxantha (Ptiliogonatidae)